# Hans Falár
Hans Falár, eigentlich: Johann Maria Falar (* 1. Juni 1944 in Wien; † 13. August 2002 in Dresden) war ein österreichischer Schauspieler und Theaterregisseur.

## Leben und Wirken
Falár begann als Eleve an der Wiener Staatsoper, wo er als Tänzer engagiert wurde; parallel dazu inszenierte er Theaterprojekte an verschiedenen Wiener Kellertheatern und bei freien Bühnen. 1967 gründete er gemeinsam mit Herbert-Franz Traub (* 1940) das Theater der Gegenwart (Königseggasse 10, Wien-Mariahilf). Im Rahmen der Wiener Festwochen 1969 inszenierte Falár am Nestroy-Theater (Josefsgasse 12, Wien-Josefstadt) die Tragödie Judas Ischariot von Fred Wiesen (d.i. Hans-Frieder Willmann; 1922–2017) als Uraufführung.
Falár ging dann nach Deutschland, wo er sein erstes Engagement am Stuttgarter Theater der Altstadt erhielt. Danach folgte ein Engagement an den Städtischen Bühnen Freiburg. Anfang der 1970er Jahre kam er an das Nationaltheater Mannheim, wo er bis Anfang der 1980er Jahre blieb. In Mannheim erfolgten auch Falárs erste eigene Inszenierungen, unter anderem Die Stühle. Dort trat er unter der Regie von Jürgen Bosse in mehreren Inszenierungen auf. Mit Bosse arbeitete er später auch an anderen Theatern. Unter Bosse übernahm er unter anderem den Narren in Zufälliger Tod eines Anarchisten von Dario Fo (1978), den Walter Fessel in Vatermord von Arnolt Bronnen (1979) und den Georges Garga in Im Dickicht der Städte von Bertolt Brecht (1982, Burgtheater Wien). Am 23. Mai 1983 hatte das von ihm verfasste Sprechstück Der eisige Regenbogen im VT-Studio des Wiener Konzerthauses (1981–87) Erstaufführung.
Anfang der 1980er Jahre wechselte er fest ans Theater Bremen, wo er in verschiedenen Inszenierungen von Günter Krämer auftrat. Er spielte dort unter anderem die Gräfin Geschwitz (!) in Lulu, den Mephisto in beiden Teilen von Goethes Faust und die Titelrolle in dem Drama Richard III. von William Shakespeare. Auch in Bremen schuf Falár eigene Inszenierungen: Zufälliger Tod eines Anarchisten (1985/86), Endspiel und in der Spielzeit 1989/90 Frühlings Erwachen.
Im Mai 1980 gastierte er in Berlin mit dem Theaterstück Vatermord an der Seite von Gabriela Badura, Werner Sentek und Heinz Schubert auch beim Berliner Theatertreffen.  1981 gastierte er am Staatstheater Stuttgart, als Henrik Höfgen in der Mephisto-Inszenierung von Ariane Mnouchkine und Hansgünther Heyme. In der Spielzeit 1986/87 gastierte er am Berliner Theater des Westens als Mr. Peachum in Brecht/Weills Die Dreigroschenoper. 
Am Schauspiel Bonn war er unter der Intendanz von Peter Eschberg Ensemblemitglied und wechselte hernach mit Eschberg an das Schauspiel Frankfurt. Wichtige Rollen in dieser Zeit waren: Roy Cohn in Tony Kushners Schauspiel Angels in America (1993/94), Malvolio in Was ihr wollt (1996), General Harras in Des Teufels General (1997) und der Gangsterboss Nick Valenti in Woody Allens Komödie Bullets over Broadway (1998). Eigene Regiearbeiten in Frankfurt am Main waren: Bezahlt wird nicht von Dario Fo (1994), Der Feind von Julien Green (1995), Die Heimkehr von Harold Pinter (1996) und Der Geizige (1996). Bis zum Ende der Spielzeit 1995/96 war Falár im Ensemble des Frankfurter Schauspielhauses. Seit der Spielzeit 1996/97 war er Leiter des Tanztheaters Heidelberg. Dort inszenierte er verschiedene Tanztheaterprojekte, unter anderem Orgie nach Pier Paolo Pasolini und Stoned oder Das seltsame Lächeln der Angst (1999) nach Motiven von Edward Bond. Im Schauspiel inszenierte er am Theater Heidelberg die Shakespeare-Komödie Ein Sommernachtstraum (1998). 
Seit August 2001 war Falár zuletzt Mitglied am Staatsschauspiel Dresden. Dort spielte er im September 2001 unter der Regie von Holk Freytag die Titelrolle in der Premiere von Lessings Nathan der Weise; Falár realisierte in Dresden auch eigene Inszenierungen, unter anderem die Uraufführung der Farce Der tote Kick von Kristof Magnusson.
Falár arbeitete auch als Schauspiellehrer. So gehören zu seinen Schülern etwa der Theaterschauspieler Rocco Hauf und der heutige Puppenspieler und Intendant Gerd J. Pohl.
Falár arbeitete auch als Fernsehschauspieler. In der Tatort-Folge Rosen für Nadja aus dem Jahr 1998 spielte er die Rolle des Transvestiten Harriett Dimanche. Er wirkte auch in dem Film Hinzelmeier des Regisseurs Gernot Eigler und dem Peter Kern-Werk Hab’ ich nur deine Liebe mit. Zudem spielte er unter der Regie von Axel Corti an der Seite von Armin Mueller-Stahl in Wohin und zurück (An uns glaubt Gott nicht mehr).
Nebenberuflich war Falár als Maler und Graphiker aktiv, illustrierte beispielsweise das Programmheft zur Bonner Inszenierung Das kurze Leben der Schneewolken, in der er neben Udo Kier die Hauptrolle spielte.
Hans Falár wurde am 27. Jänner 2005 auf dem Neustifter Friedhof (Grabstelle 13/1/2) zur letzten Ruhe bestattet.